# Vuelo 011 de SAETA
El Vuelo 232 de SAETA fue un accidente aéreo ocurrido el domingo 15 de agosto del 1976, al estrellarse en el volcán Chimborazo un avión cuatrimotor de turbohélice Vickers Viscount 785D, de la aerolínea Saeta, en una ruta de Quito a Cuenca. La ruta se considera un tramo peligroso debido al obstáculo natural del nevado Chimborazo que se encuentra a unos 6319 metros sobre el nivel del mar y a unos 150 kilómetros de la capital. 
El último contacto del piloto con la torre de control reportó que estaba sobrevolando la ciudad de Ambato, pero luego se perdió toda comunicación con el avión. A bordo de la aeronave viajaban 4 tripulantes y 55 pasajeros. Como consecuencia del impacto, la nave quedó oculta entre el glaciar del nevado. Los restos de la nave estuvieron desaparecidos durante 26 años, lo que dio lugar a todo tipo de especulaciones sobre los motivos de la pérdida del avión y sus ocupantes y una polémica por su posterior descubrimiento.
El lugar del impacto fue declarado camposanto y los restos no fueron recuperados. Fue descubierto por Flavio Armas y Pablo Chíquiza en octubre del 2002.

## Hallazgo
Después de intensas búsquedas de los restos de la nave por aire y tierra, sin éxito, en la zona de ruta hacia Cuenca y en otros lugares, como la zona de Ozogoche (2°15′43″S 78°35′08″O / -2.2620367, -78.585657), al sur de la provincia del Chimborazo, en la Costa ecuatoriana y el Oriente ecuatoriano, no se pudo dar con el avión ni sus ocupantes. Los familiares de las víctimas buscaron explicaciones sobrenaturales y pidieron la ayuda de psíquicos, y algunos esbozaron la teoría de un secuestro por parte de extraterrestres. La búsqueda se dio por terminada sin encontrar ningún rastro. Luego de 26 años del accidente, se supo del hallazgo del avión de parte del andinista Miguel Cazar, quien fue entrevistado por Teleamazonas TeVe (ahora Teleamazonas) el 14 de febrero de 2003, revelando que habían avistado restos de metal y humanos en el glaciar García Moreno del volcán Chimborazo. Los andinistas Pablo Chíquiza y Flavio Armas, junto con el comando de la Brigada de Fuerzas Especiales "Patria", arribaron al volcán para señalar el sitio exacto donde se encontraban los restos del avión. Estos andinistas fueron los que en octubre del 2002 en una ascensión por el lado noreste del nevado hallaron los restos del avión accidentado.
Esta historia empieza en octubre del 2002 cuando Pablo Chíquiza y Flavio Armas, miembros de Nuevos Horizontes (un club de andinismo), realizan una ascensión al nevado por una cara casi inexplorada, el primer día llegaron a la base de la montaña y pernoctaron; al segundo día iniciaron el ascenso y, a los 5550 metros de altitud, se toparon con los restos del avión; impresionados por tal hallazgo, tomaron muestras de latas y periódicos que, a pesar de los 26 años transcurridos, estaban aún legibles. Continuaron con la escalada y, metros más arriba, decidieron retornar y pernoctaron cerca de los restos. Al tercer día descendieron de la montaña. 
Ya en el páramo se encontraron con un campesino de la zona y le preguntaron acerca de un avión accidentado, a lo que él respondió que "ya los militares subieron hace años y no hallaron sobrevivientes", respuesta que les hizo pensar que el avión había sido encontrado y continuaron con su camino. Pasaron las semanas y, ante las dudas de amigos y familiares acerca de si realmente ya se había hallado el avión o no, decidieron por cuenta propia iniciar una investigación, por lo que, después de leer en periódicos de la fecha y con la confirmación de un documento obtenido por Galo Arrieta en la Dirección de Aviación Civil, se confirma que el avión aún no se había encontrado. Galo Arrieta, militar en servicio pasivo, tomó contacto con Pablo Chíquiza a los dos días del hallazgo y él se comprometió a ayudarles con la investigación y posterior difusión del hallazgo, pero siempre y cuando el primero en enterarse de esta noticia fuera Lucio Gutiérrez, presidente de la república de aquel entonces (2003-2005). Es así que, el 23 de diciembre del mismo año, Chíquiza y Armas volvieron a subir al Chimborazo, esta vez expresamente a buscar pruebas, como identificaciones personales o del avión, que demostraran a ciencia cierta que se trataba del mismo. A criterio de los andinistas, la búsqueda fue penosa por los restos humanos y, a pesar de que la nieve ya cubría la zona del accidente, lograron encontrar un documento de identificación de uno de los pasajeros; con dicho documento, creyeron que era suficiente y decidieron descender.
A partir de ese momento y luego de entregar esta y otras pruebas del avión a Arrieta, la espera por la difusión de la noticia se hizo esperar más de lo que ellos pensaban y, según los andinistas, Arrieta "le daba largas al asunto" hasta que por fin y luego de presionar al coronel y no conseguir la entrevista con Lucio Gutiérrez, como les había prometido, logra a su vez una entrevista con el ministro de Defensa, Nelson Herrera, quien ordenó de inmediato enviar un grupo de militares para que llegaran al lugar, lo reconocieran y difundieran la noticia.
A partir de ahí se inició una serie de investigaciones por parte del Congreso Nacional, la Policía y el Gobierno, ya que las interrogantes del porqué de la difusión tardía de la noticia se hicieron evidentes. Según Bernardo Abad, periodista de Teleamazonas TeVe, pidieron miles de dólares por el video que Rodrigo Donoso entregó a este canal y por su posterior difusión; según algunos fotógrafos, él también les quiso vender fotos por 100 dólares. 
Por su parte, Chíquiza y Armas presentaron otro vídeo en el desaparecido Canal Uno, horas antes que Teleamazonas TeVe, para desmentir que Donoso y su equipo son los autores del hallazgo. Tanto Chiquiza y Armas, como Donoso y su equipo, se presentaron a declarar en el Congreso dando sus versiones, así como también en la Fiscalía. Arrieta por su parte, admitió que sabía del hallazgo pero, según él, "tenía que ser el presidente (Lucio Gutiérrez) el primero en enterarse y, por tal motivo, no podía dar la noticia a otras personas".
Los familiares por su parte, y a pesar del dolor de todos estos hechos, manifestaron su tranquilidad porque después de 26 años al fin saben con certeza acerca de lo sucedido con el avión y dónde están sus seres queridos; sin embargo, por sugerencia de los militares y de los andinistas Chíquiza y Armas, se declara campo santo al área donde se encuentran los restos, debido a la dificultad para poder recuperar todos los cuerpos.
Con esto, terminó uno de los misterios aeronáuticos más importantes del Ecuador y, tal como los familiares lo manifestaron desde un inicio, ellos sabían y presentían que el avión se accidentó en el Chimborazo. Es ahí donde ahora reposan las 59 víctimas de este penoso accidente y las familias ahora pueden vivir en paz, sabiendo lo que realmente sucedió.